# Municipio de Green Garden (Kansas)
El municipio de Green Garden (en inglés: Green Garden Township) es un municipio ubicado en el condado de Ellsworth en el estado estadounidense de Kansas. En el año 2010 tenía una población de 213 habitantes y una densidad poblacional de 2,25 personas por km².

## Geografía
El municipio de Green Garden se encuentra ubicado en las coordenadas 38°33′28″N 98°19′17″O / 38.55778, -98.32139. Según la Oficina del Censo de los Estados Unidos, el municipio tiene una superficie total de 94.48 km², de la cual 94,27 km² corresponden a tierra firme y (0,22 %) 0,21 km² es agua.

## Demografía
Según el censo de 2010, había 213 personas residiendo en el municipio de Green Garden. La densidad de población era de 2,25 hab./km². De los 213 habitantes, el municipio de Green Garden estaba compuesto por el 95,31 % blancos, el 0,47 % eran amerindios, el 1,41 % eran de otras razas y el 2,82 % eran de una mezcla de razas. Del total de la población el 7,98 % eran hispanos o latinos de cualquier raza.